# Lederata
Lederata o Laederata (Λεδεράτα e Λιτερατά) fu un forte romano di unità ausiliarie della provincia di Mesia superiore, non molto distante dalla vicina fortezza legionaria di Viminacium lungo il Danubio. 
Fu base di operazioni militari soprattutto durante la conquista della Dacia, nel corso delle campagne del 101-106 d.C. Le rovine di questo forte romano corrispondono a quelle scoperte dagli archeologi presso la moderna città di Rama o Ram in Serbia.